# مائوسیر کلودینو پینتو
مائوسیر کلودینو پینتو (به پرتغالی: Moacyr Claudino Pinto da Silva) بازیکن فوتبال اهل برزیل است که که در شهر برزیل و در تاریخ ۱۸ مهٔ ۱۹۳۶ به دنیا آمده‌است.
مائوسیر کلودینو پینتو در تیم‌های فوتبال فلامینگو سابقهٔ حضور دارد.